# Silba montana
Silba montana är en tvåvingeart som först beskrevs av Enrico Adelelmo Brunetti 1913.  Silba montana ingår i släktet Silba och familjen stjärtflugor. Inga underarter finns listade i Catalogue of Life.